# The Man Who Folded Himself
The Man Who Folded Himself é um romance de ficção científica de 1973 escrito por David Gerrold sobre viagem no tempo. Foi indicado ao Prêmio Nebula por Melhor Romance em 1974 e ao Prêmio Hugo por Melhor Romance em 1974. O livro explora os desafios psicológicos, físicos e pessoais que se manifestam quando a viagem no tempo é possível para um único indivíduo com o toque de um botão.